# Evágoras
Evágoras (410 a.C. – 374 a.C.) foi um rei de Chipre.
Após a derrota de Atenas na Guerra do Peloponeso, Evágoras conseguiu que Artaxerxes II emprestasse a frota fenícia a Conão de Atenas.
Evágoras dizia ser descendente de Teucro e de uma filha de Cíniras.